# Palaeoloxodon recki
Palaeoloxodon recki або Elephas recki — вимерлий вид слонів, що знаходився в близькій спорідненості з індійським слоном. Мав заввишки 4,5 м і був одним з найбільших слонів. З міоцену до голоцену мешкав в Африці та на Аравійському півострові, поки, ймовірно, не був витіснений звідти слонами роду Loxodonta.

## Підвиди
M. Beden  визначив п'ять підвидів Elephas recki , від найдавніших до наймолодших:
- Elephas recki brumpti Beden , 1980 ;
- Elephas recki shungurensis Beden , 1980 ;
- Elephas recki atavus Arambourg , 1947 ;
- Elephas recki ileretensis Beden , 1987 ;
- Elephas recki recki Dietrich , 1916 .

Нові дослідження показали, що ареали всіх п'яти підвидів перекривалися і вони не розділені в часі, як припускалося раніше. Ступінь тимчасового і географічного перетину, а також морфологічні зміни в E. recki припускають, що відносини між підвидами є складнішими, ніж вважалося раніше.